# Scopula inscriptata
Scopula inscriptata är en fjärilsart som beskrevs av Walker 1863. Scopula inscriptata ingår i släktet Scopula och familjen mätare. Inga underarter finns listade.